# Tua Ström

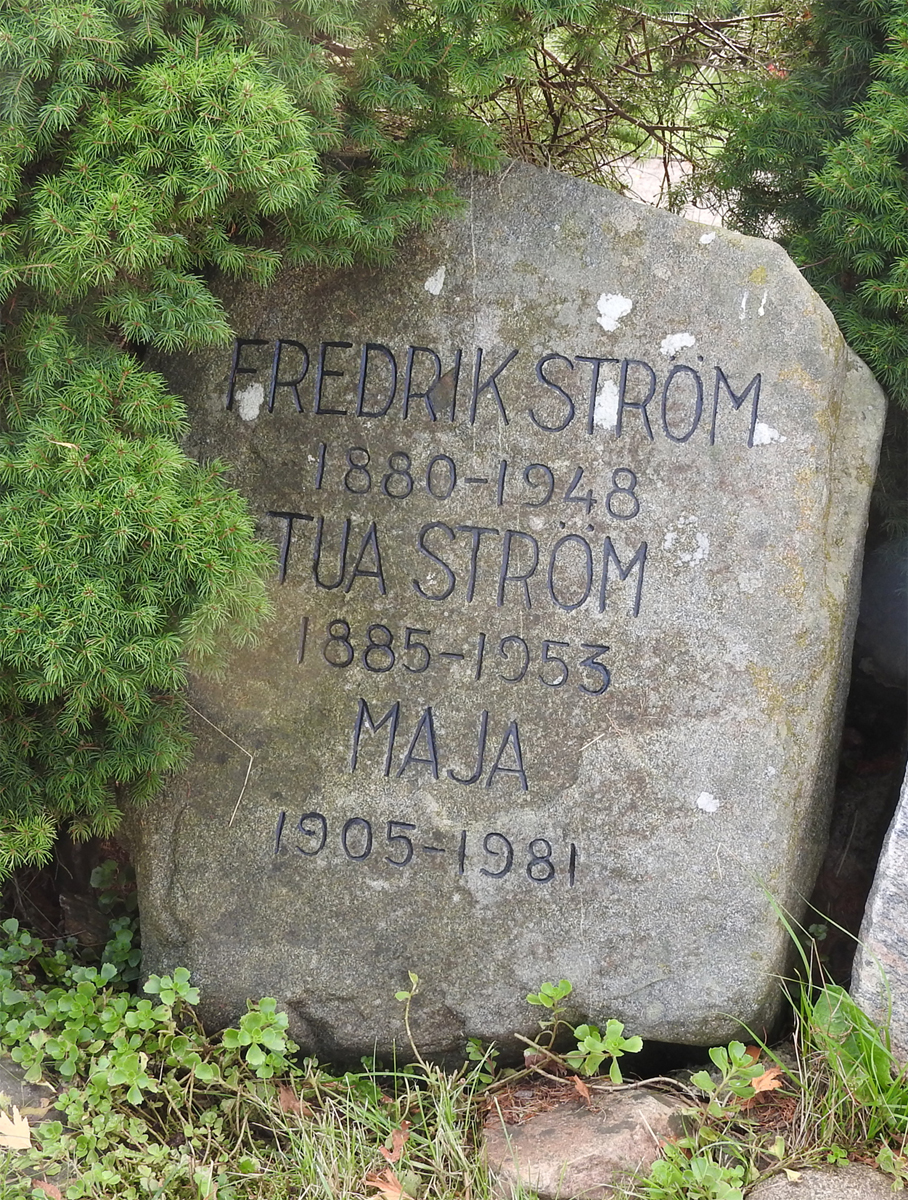
Fredrik och Tua Ströms gravvård på Breareds kyrkogård i Simlångsdalen.

Tua Anna Greta Ström, född Eriksson den 16 juli 1885 i Göteborg, död den 12 december 1953 i Stockholm, var en svensk författare.

## Biografi
Tua Ström var dotter till redaktionssekreteraren vid tidningen Social-Demokraten Pehr Eriksson och hans hustru Axelina Sofia Matilda Berggren. Tua Eriksson avlade studentexamen 1905 och gifte sig samma år med författaren och politikern Fredrik Ström (1880-1948). Med honom fick hon barnen Maja (1905–1981) och Folke (1907–1996), senare biblioteksråd vid Göteborgs universitetsbibliotek. Hon är begraven vid Breareds kyrka i Simlångsdalen.
Tua Ström debuterade som författare 1926 med filmnovellen Barnhusbarnet. Sedan följde under 1930-talet fem olika skådespel, som hon publicerade under pseudonymen Tage Stam.
Hennes arkiv förvaras vid Göteborgs universitetsbibliotek.